# Kallinge-Ronneby IF
Kallinge-Ronneby IF (kurz: KRIF Hockey) ist ein 1974 gegründeter schwedischer Eishockeyklub aus Kallinge.

## Geschichte
Kallinge-Ronneby IF wurde 1974 gegründet. In der Saison 2010/11 stieg die Mannschaft erstmals in der Vereinsgeschichte in die drittklassige Division 1 auf. In der folgenden Spielzeit konnte Kallinge-Ronneby auf Anhieb in der Division 1 überzeugen und scheiterte erst in der Relegation am Aufstieg in die zweitklassige HockeyAllsvenskan. Nach dem Abstieg spielt der Klub nunmehr in der drittklassigen Hockeyettan.

## Bekannte ehemalige Spieler
- Jake Brenk
- Robert Burakovsky